# Agdaški rajon
Agdaški rajon (azerski: Ağdaş rayonu) je jedan od 66 azerbajdžanskih rajona. Agdaški rajon se nalazi u unutrašnjosti Azerbajdžana. Središte rajona je Agdaš. Površina Agdaškog rajona iznosi 1050 km². Agdaški rajon je prema popisu stanovništva iz 2009. imao 98 599 stanovnika, od čega su 48 836 muškarci, a 49 763 žene.
Agdaški rajon se sastoji od 15 općina.